# Димитър Кръстич
Димитър (Димитрий) Ангелов (Ангелович) Кръстич е изявен търговец от Свищов отпреди Освобождението на България, депутат в Учредителното събрание в Търново през 1879 година.

## Биография
Роден е в Свищов, в семейството на Ангел и Хрисанта Кръстич. Учи в Свищовското училище на Емануил Васкидович (1843 – 1846), в Елена (1848), Браила (1850) и в Букурещ.
Занимава се с търговска дейност заедно с братята си – Петър и Алеко (Алекси). През 1866 година брат му Петър е касиер на революционния комитет в Свищов.
Димитър Кръстич участва в движението за църковна независимост. Подпомага свищовския учител Тодор Хрулев в отпечатването на български учебници.
Женен за дъщерята на арбанашкия търговец Кирил Русович – Еленица.
След създаването на Княжество България е избран за председател на окръжния съд в Свищов. Като такъв е изпратен като депутат по право в Учредителното събрание в Търново през 1879 година.